# Puya sanctae-crucis
Puya sanctae-crucis là một loài thực vật có hoa trong họ Bromeliaceae. Loài này được (Baker) L.B.Sm. miêu tả khoa học đầu tiên năm 1935. Chúng là loài đặc hữu của  Bolivia.

## Hình ảnh

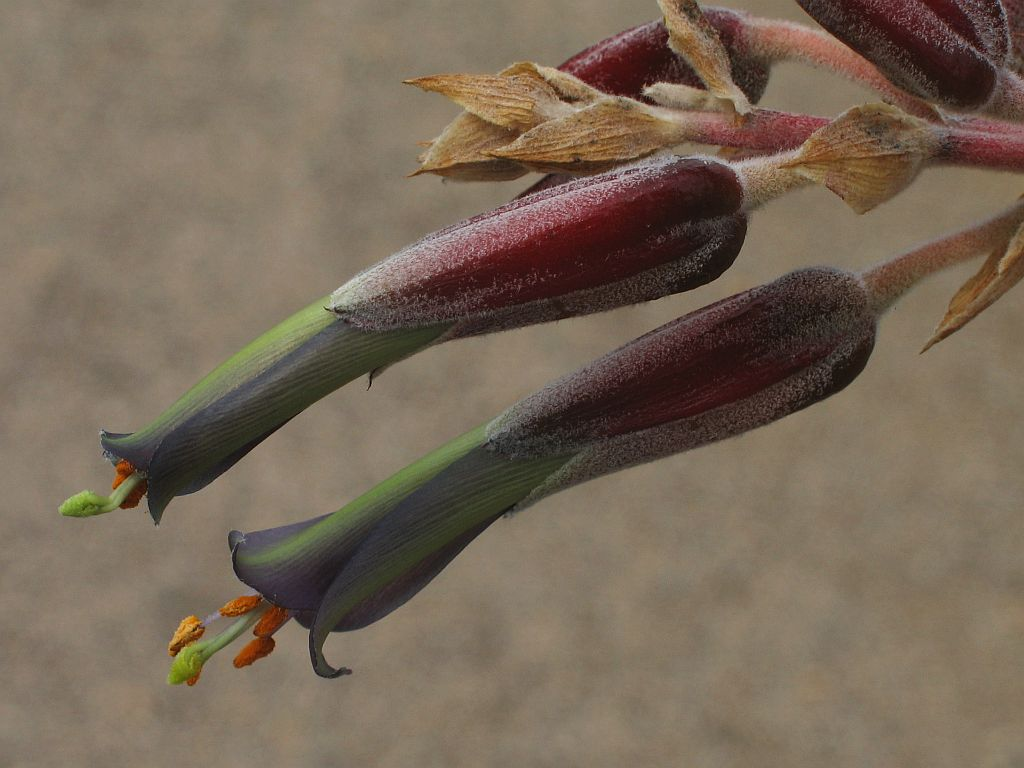
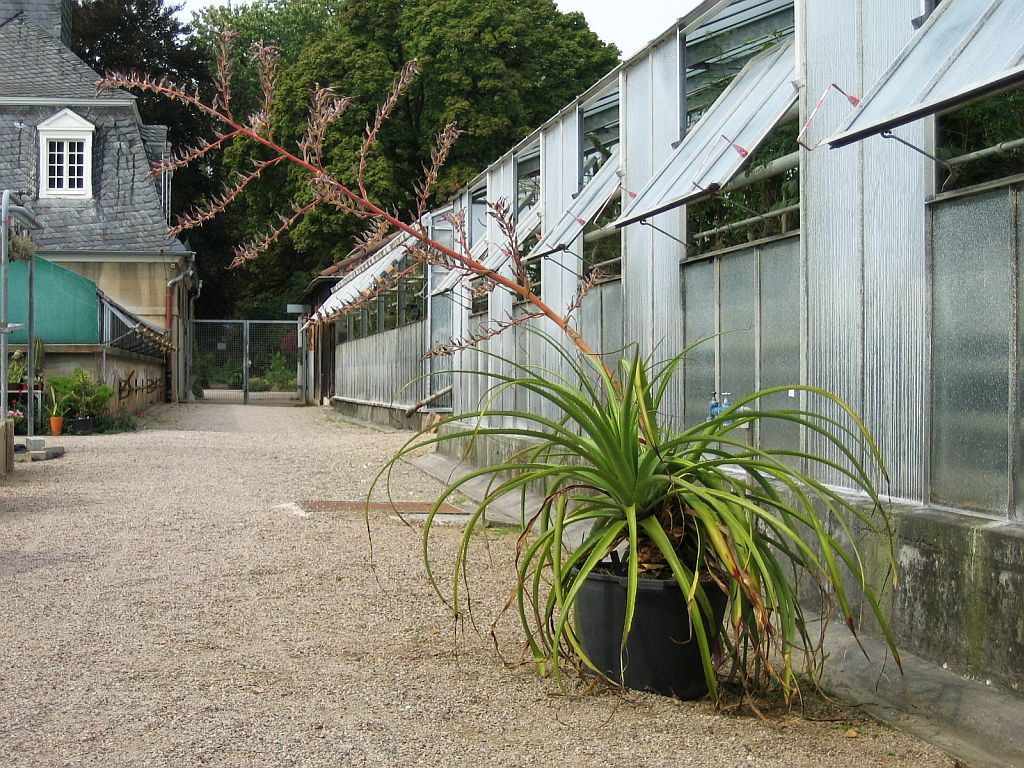
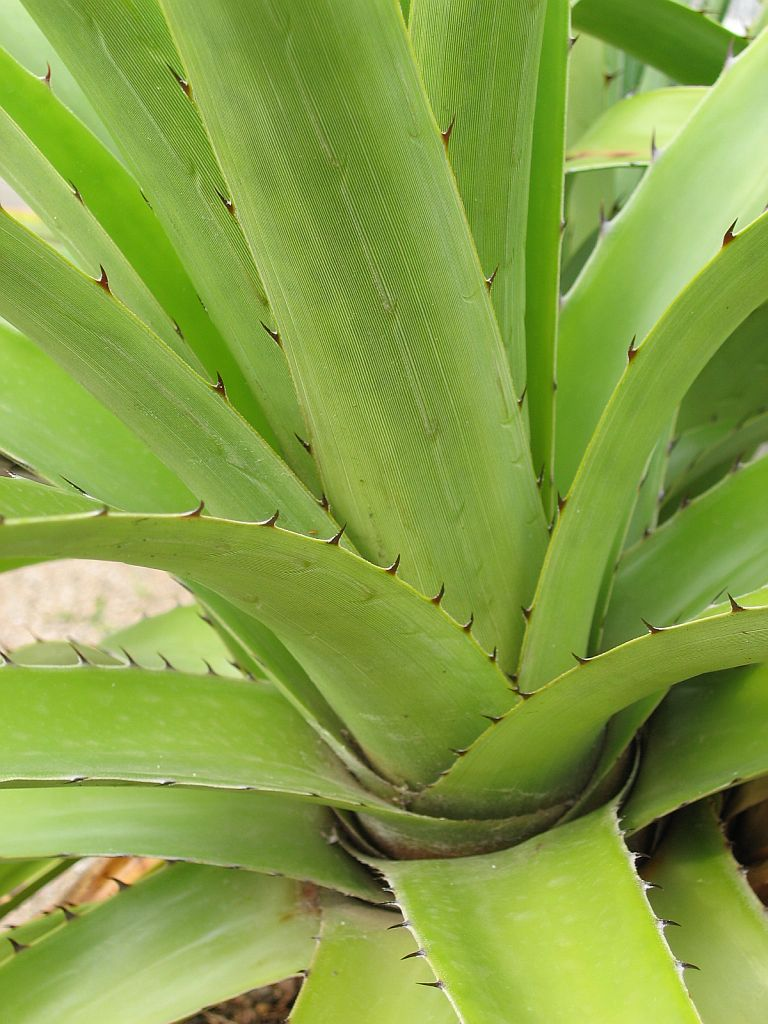
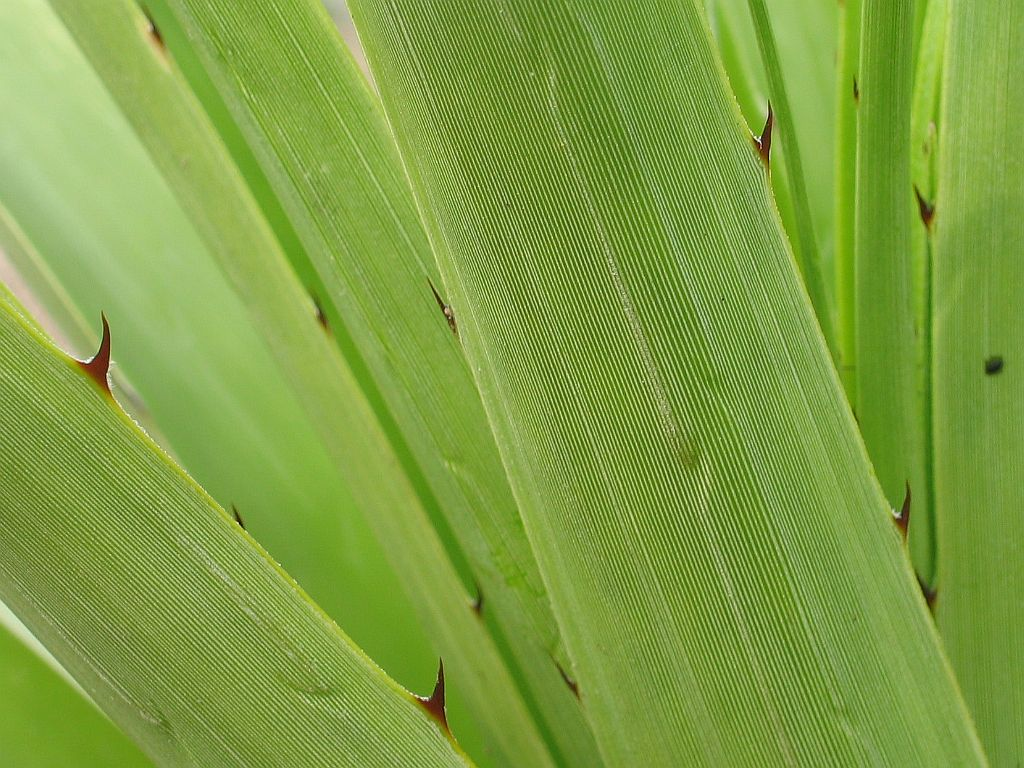